# Арами
Арами (фр. Aramits) насеље је и општина у југозападној Француској у региону Аквитанија, у департману Атлантски Пиринеји која припада префектури Oloron-Sainte-Marie.
По подацима из 2011. године у општини је живело 680 становника, а густина насељености је износила 23,01 становника/km². Општина се простире на површини од 30 km². Налази се на средњој надморској висини од 391 метар (максималној 628 m, а минималној 212 m).

## Демографија
| 1962. | 1968. | 1975. | 1982. | 1990. | 1999. | 2011. |
| ----- | ----- | ----- | ----- | ----- | ----- | ----- |
| 622   | 600   | 621   | 602   | 588   | 653   | 680   |

График промене броја становника у току последњих година